# Foua Toloa
Foua Toloa − polityk, szef rządu Tokelau (ulu-o-Tokelau) od lutego 2009 do lutego 2010 oraz ponownie od marca 2011 do lutego 2012, jednocześnie minister finansów, minister transportu oraz minister odpowiedzialny za energię i telekomunikację (funkcje te pełni również obecnie), minister spraw zagranicznych, minister sprawiedliwości, minister bezpieczeństwa publicznego, minister ds. relacji z parlamentem oraz minister kultury, młodzieży i spraw kobiet. Wódz (faipule) atolu Fakaofo i jego reprezentant w lokalnym parlamencie (Fono).